# Mrzli Dol
Mrzli Dol is een plaats in de gemeente Senj in de Kroatische provincie Lika-Senj. De plaats telt 27 inwoners (2001).